# Shinichiro Takahashi
Shinichiro Takahashi (født 27. oktober 1957) er en tidligere japansk fodboldspiller og træner.
Han har spillet for flere forskellige klubber i sin karriere, herunder Sanfrecce Hiroshima.
Han har tidligere trænet Kashiwa Reysol og Tokyo Verdy.